# Heidi De Pauw
 (octobre 2024).
Heidi De Pauw (née le 18 février 1972 à Alost, en Belgique) est une militante des droits de l'homme et la directrice générale de Child Focus, la fondation belge pour les enfants disparus et sexuellement exploités. Elle est également conférencière, formatrice et experte pour des programmes internationaux sur les droits de l'enfant, les enfants disparus et sexuellement exploités, et les enfants dans les zones de conflit,.

## Biographie

### Jeunesse et formation
Heidi De Pauw est née le 18 février[réf. nécessaire]1972 à Alost, en Belgique. 
Elle est titulaire d'un master en sciences criminologiques de l'université de Gand et d'un diplôme en sciences humaines et sociales de l'université de Patras, en Grèce. En outre, elle a obtenu un diplôme en administration des affaires de l'école de gestion EHSAL à Bruxelles.

### Carrière
Heidi De Pauw a commencé sa carrière au Service de prévention des affaires intérieures, en gérant des projets de sécurité et de prévention liés à la toxicomanie et aux disparitions. Peu après la création de Child Focus en 1998, elle est devenue l'une des premières responsables de dossiers, aidant les victimes de disparitions et d'exploitation sexuelle et leurs familles,. Trois ans plus tard, elle est devenue responsable de l'étude et du développement au sein du nouveau département d'étude et de développement de Child Focus, où elle a développé et mis en œuvre des projets importants de prévention, nationaux et européens,.
En tant que secrétaire générale d'Eurochild, Heidi De Pauw a dirigé l'organisation européenne à but non lucratif axée sur la lutte contre la pauvreté et l'exclusion sociale des enfants. En 2005, elle est devenue directrice de PAG-ASA, un centre spécialisé pour les victimes de la traite des êtres humains, où elle a travaillé pendant six ans,.
À la fin de l'année 2011, elle est retournée chez Child Focus en tant que directrice générale,. De Pauw est l'ancienne vice-présidente de Missing Children Europe, la Fédération européenne pour les enfants disparus et sexuellement exploités, et est aujourd'hui représentante spéciale du Conseil des mécènes de Missing Children Europe,. Elle est présidente du conseil d'administration de Minor Ndako et Juna vzw, un refuge pour les mineurs non accompagnés et les victimes mineures de la traite des êtres humains,,. Elle est un ancien membre du conseil d'administration de plusieurs entreprises, notamment V-Europe, et Tout Bien Okidoki,.  Elle est également marraine de WOMENPOL, le réseau belge des femmes policières.
Jusqu'en mai 2021, Heidi De Pauw était membre du conseil d'administration de la Loterie nationale. Depuis août 2022, elle est membre du conseil consultatif de Debateville, une émission de débat,.
En juillet 2022, Heidi De Pauw est nommée Commandeur dans l'Ordre de la Couronne Belge pour avoir « joué un rôle discret et efficace dans le récent transfert vers la Belgique d’une quarantaine d’enfants ukrainiens handicapés et d’enfants belges provenant de camps de prisonniers syriens »,,,.
Depuis juin 2023, Heidi De Pauw est la fondatrice et la vice-présidente de l'Antwerp Diamonds FC, un club de football féminin,. En décembre 2023, elle rejoint le conseil d'administration d'INHOPE, le réseau mondial de lutte contre le CSAM.
Le 31 août 2024, De Pauw quitte le poste de directrice générale de Child Focus pour prendre la tête de l'agence belge de développement Enabel en Jordanie,,,. Nel Broothaerts lui succède à la tête de Child Focus.
En outre, Heidi De Pauw a été mentor dans le programme « Inspiring Mentor & Young Leaders » et coach indépendant pour « Gangmakers », l'académie des talents de l'Open VLD (parti libéral),. Elle a présidé le groupe de travail parlementaire sur la protection des enfants au niveau fédéral, composé d'experts de terrain, de représentants des Cabinets et de membres du Parlement,. En tant qu'experte et formatrice pour l'ICMPD (International Centre for Migration Policy Development), elle s'est spécialisée dans la traite des êtres humains et l'exploitation sexuelle des groupes particulièrement vulnérables, tels que les mineurs,,.

### Vie privée
Mariée à un ingénieur et mère d'un enfant, elle habite à Lebbeke.

## Publications
(octobre 2024).
- 1994 : Informations sur la Convention relative aux droits de l'enfant en Grèce; dans : Cours européen sur les droits de l'enfant Gand, ICP-94B-114/10.

- 2002 : De Verdwijning van niet begeleide minderjarigen en minderjarige slachtoffers van mensenhandel;
- 2002 : Child Focus. De cijfers;  Seksuele Uitbuiting van Kinderen/L’exploitation Sexuelle des enfants, Custodes, Cahiers voor politie- en justitievraagstukken/thématiques de la police et de la justice, Politeia.
- 2000 : Child focus. Het Europees Centrum voor Vermiste en Seksueel Uitgebuite Kinderen; Praktische Gids: De positie van het slachtoffer binnen de strafrechtspleging  (ISBN 2-930287-12-8).
- 2003 : De Verdwijning van niet begeleide minderjarigen en minderjarige slachtoffers van mensenhandel; Panopticon, 9-30.
- 2003 : Enfants disparus et sexuellement exploités dans l'UE. Données épidémiologiques; Antwerp-Apeldoorn, Maklu.
- 2003 : Répertoire des organisations de la société civile travaillant dans le domaine des enfants disparus et sexuellement exploités; Antwerp-Apeldoorn, Maklu.
- 2003 : Coopération entre les organisations de la société civile et les services répressifs dans le domaine des disparitions d'enfants. Possibilités et limites d'un point de vue juridique européen; Antwerp-Apeldoorn, Maklu.
- 2005 : Een groot geheim in een klein hoofdje; Garant (livre dans le cadre d'un projet d'éducation primaire sur les abus sexuels).
- 2005 : L'examen à mi-parcours de la stratégie de l'UE menace les mesures de lutte contre la pauvreté infantile; Enfants d’Europe, 33.

- 2005 : Introduction & définitions de l'exploitation sexuelle des enfants et des enfants disparus. Données épidémiologiques dans les nouveaux états membres; Vermeulen, G. (ed.), Antwerp-Apeldoorn, Maklu, p. 11-18.
- 2018 : Geen Paniek! Waarom we onze kinderen met een gerust hart kunnen loslaten Editeur: Houtekiet
- 2016 : Mots de la fin dans "Sterke meisjes huilen niet. Vijf jaar in handen van een tienerpooier; par Lore T. & Frauke Joossen. Éditeur : Lannoo.
- 2022 : Contribution dans "Een alledaags wonder. 50 verhalen over verbinding en betrokkenheid; (Une merveille de tous les jours. 50 histoires sur la connexion et l'engagement.) par Steven Eggermont, Peter Vermeersch ed. Éditeur : Lannoo Campus.